# Kátov
Kátov es un municipio del distrito de Skalica en la región de Trnava, Eslovaquia, con una población estimada a final del año 2024 de 624 habitantes.
Se encuentra ubicado al norte de la región, en los pequeños Cárpatos y cerca del río Váh (cuenca hidrográfica del Danubio) y de la frontera con la República Checa.

## Demografía
| Año        | 1994 | 2004    | 2014    | 2024    |
| ---------- | ---- | ------- | ------- | ------- |
| Población  | 538  | 574     | 613     | 624     |
| Diferencia |      | +6,69 % | +6,79 % | +1,79 % |

| Año        | 2023 | 2024    |
| ---------- | ---- | ------- |
| Población  | 615  | 624     |
| Diferencia |      | +1,46 % |